# ふたりの願い
『ふたりの願い』（ふたりのねがい）は、小松未歩の18枚目のシングル。2003年3月19日にGIZA studioより発売された。規格品番はGZCA-7012。

## 概要
- スタッフの提案でデモ制作の時点から長期にわたり温めてきた曲であり、本人曰く「成長し続けていった音は自分の中で子守唄のような存在になった」とコメントしているラブバラード。
- シングルではステレオ収録されているのに対し、ベストアルバム『小松未歩 ベスト 〜once more〜』ではモノラル収録となっている。ベストアルバムにも記載はなく、発売直後にオフィシャルサイトにて注釈されただけであった[2]。

## 収録曲
全作詞・作曲／小松未歩
1. ふたりの願い　編曲:小林哲
日本テレビ系列音楽番組『AX MUSIC-TV』AX POWER PLAY #026（オープニングテーマ）
出版者:日本テレビ音楽
2. 桜が舞うころ　編曲:大賀好修
出版者:ギザミュージック
3. ふたりの願い <instrumental>
4. 桜が舞うころ <instrumental>

## 楽曲の収録アルバム
- 『小松未歩 6th 〜花野〜』(#1)
- 『GIZA studio Masterpiece BLEND 2003』(#1)
- 『小松未歩 ベスト 〜once more〜』(#1) ※モノラル音源で収録。[2]